# Associazione Calcio Comense 1927-1928
Questa pagina raccoglie le informazioni riguardanti l'Associazione Calcio Comense nelle competizioni ufficiali della stagione 1927-1928.

## Stagione
A Como, nel centenario dell'invenzione della pila, venne organizzato un prestigioso evento: il torneo "Alessandro Volta" alla memoria dell'illustre concittadino.
La Comense lo vinse battendo in semifinale l'Inter ed in finale il Genoa. Nell'occasione venne inaugurato il nuovo stadio di Como, lo "Stadio Giuseppe Sinigaglia".

## Rosa
| N. |                   | Ruolo | Calciatore       |
| -- | ----------------- | ----- | ---------------- |
|    | Italia (bandiera) | P     | Amedeo Lissi     |
|    | Italia (bandiera) | D     | Carlo Ballerini  |
|    | Italia (bandiera) | D     | Plinio Farina    |
|    | Italia (bandiera) | D     | Saulle Franzini  |
|    | Italia (bandiera) | D     | Manlio Giacomini |
|    | Italia (bandiera) | D     | Michele Moretti  |
|    | Italia (bandiera) | C     | Cesare Butti     |
|    | Italia (bandiera) | C     | Vittorio Casati  |
|    | Italia (bandiera) | C     | Antonio Cetti    |

| N. |                   | Ruolo | Calciatore          |
| -- | ----------------- | ----- | ------------------- |
|    | Italia (bandiera) | C     | Renzo Della Torre   |
|    | Italia (bandiera) | C     | Giuseppe Gabaglio   |
|    | Italia (bandiera) | C     | Giuseppe Galimberti |
|    | Italia (bandiera) | A     | Giorgio Agostinelli |
|    | Italia (bandiera) | A     | Domenico Butti      |
|    | Italia (bandiera) | A     | Ageo Feliziani      |
|    | Italia (bandiera) | A     | Gustavo Gay         |
|    | Italia (bandiera) | A     | Renato Preziati     |
|    | Italia (bandiera) | A     | Salvatore Roncoroni |